# Ulises Castillo
Ulises Alfredo Castillo Soto (ur. 5 marca 1992 w Los Mochis) – meksykański kolarz szosowy.

## Osiągnięcia
Opracowano na podstawie:

2017
- 3. miejsce w Grand Prix Cycliste de Saguenay

2018
- 2. miejsce w mistrzostwach Meksyku (start wspólny)
- 2. miejsce w Tour of Xingtai

2019
- 1. miejsce w Winston Salem Cycling Classic
- 2. miejsce w mistrzostwach Meksyku (start wspólny)

2020
- 2. miejsce w mistrzostwach Meksyku (jazda indywidualna na czas)
- 1. miejsce w mistrzostwach Meksyku (start wspólny)

2021
- 2. miejsce w Tour of Mevlana

## Rankingi
| Rok              | 2016 | 2017  | 2018 | 2019 | 2020 | 2021 | 2022 | 2023  | 2024 |
| ---------------- | ---- | ----- | ---- | ---- | ---- | ---- | ---- | ----- | ---- |
| World Ranking    | 616. | 1127. | 958. | 943. | 546. | 889. | -    | 2648. | 874. |
| UCI Asia Tour    | -    | 291.  | 249. |      |      |      |      |       |      |
| UCI America Tour | 43.  | 158.  | 129. | 116. | 37.  | 110. | -    | -     | -    |
|                  |      |       |      |      |      |      |      |       |      |
| Źródło: UCI      |      |       |      |      |      |      |      |       |      |